# Singingi i Logas
Singingi i Logas fou un regne de Sumatra a la residència de la Costa Oriental, regència de Bengkalis.
Tenia una superfície de 962 km². Era un estat independent fins al segle xx, quan va signar un contracte o tractat amb els holandesos el 1919 i fou inclòs administrativament dins la regència de Bengkalis.

## Bandera reial
La bandera reial era de color blau mig-fosc amb vora vermella relativament ample a la part del pal, al damunt i a sota.

## Nota
1. ↑  L'almanac de Brussel·les dona 135 km²